# Walter Rudolf Hess

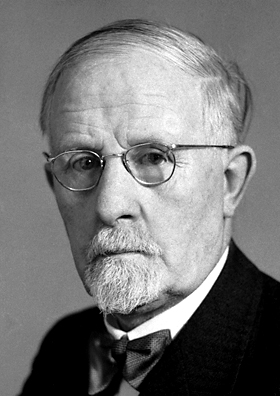
Walter Rudolf Hess, vor 1950

Walter Rudolf Hess (* 17. März 1881 in Frauenfeld/Kanton Thurgau; † 12. August 1973 in Muralto/Kanton Tessin) war ein Schweizer Physiologe und Nobelpreisträger der Medizin.

## Leben
Hess wurde in Frauenfeld als drittes Kind von Clemens Hess und Gertrud Hess (geb. Fischer) geboren. Hess studierte in Lausanne, Bern, Berlin, Kiel und Zürich Medizin. Während einiger Jahre arbeitete er als Ophthalmologe, bevor er sich der Physiologie zuwandte. Ab 1912 war bis zu seiner Emeritierung 1951 am Physiologischen Institut der Universität Zürich tätig, unterbrochen von einem einjährigen Forschungsaufenthalt bei Max Verworn in Bonn. 1917 wurde er zum Ordinarius und Direktor des Instituts gewählt; seit 1925 war er auch Mitglied der Leopoldina. Seine Forschung hatte schon in der Studentenzeit ihren Anfang und galt vorerst der Regulierung von Blutkreislauf und Atmung, bevor er seine epochalen subkortikalen Reizexperimente begann, welche ihm 1949 für die Entdeckung des Diencephalon als Zentrum des autonomen Nervensystems den Nobelpreis für Physiologie oder Medizin eintrugen. Er befasste sich wissenschaftlich auch mit der Organisation der Motorik, in dessen Folge er moderne Konzepte über die Extrapyramidalmotorik entwickelte. Bis ins hohe Alter beschäftigte er sich auch mit den Wechselwirkung zwischen vegetativem Nervensystem und Psyche.

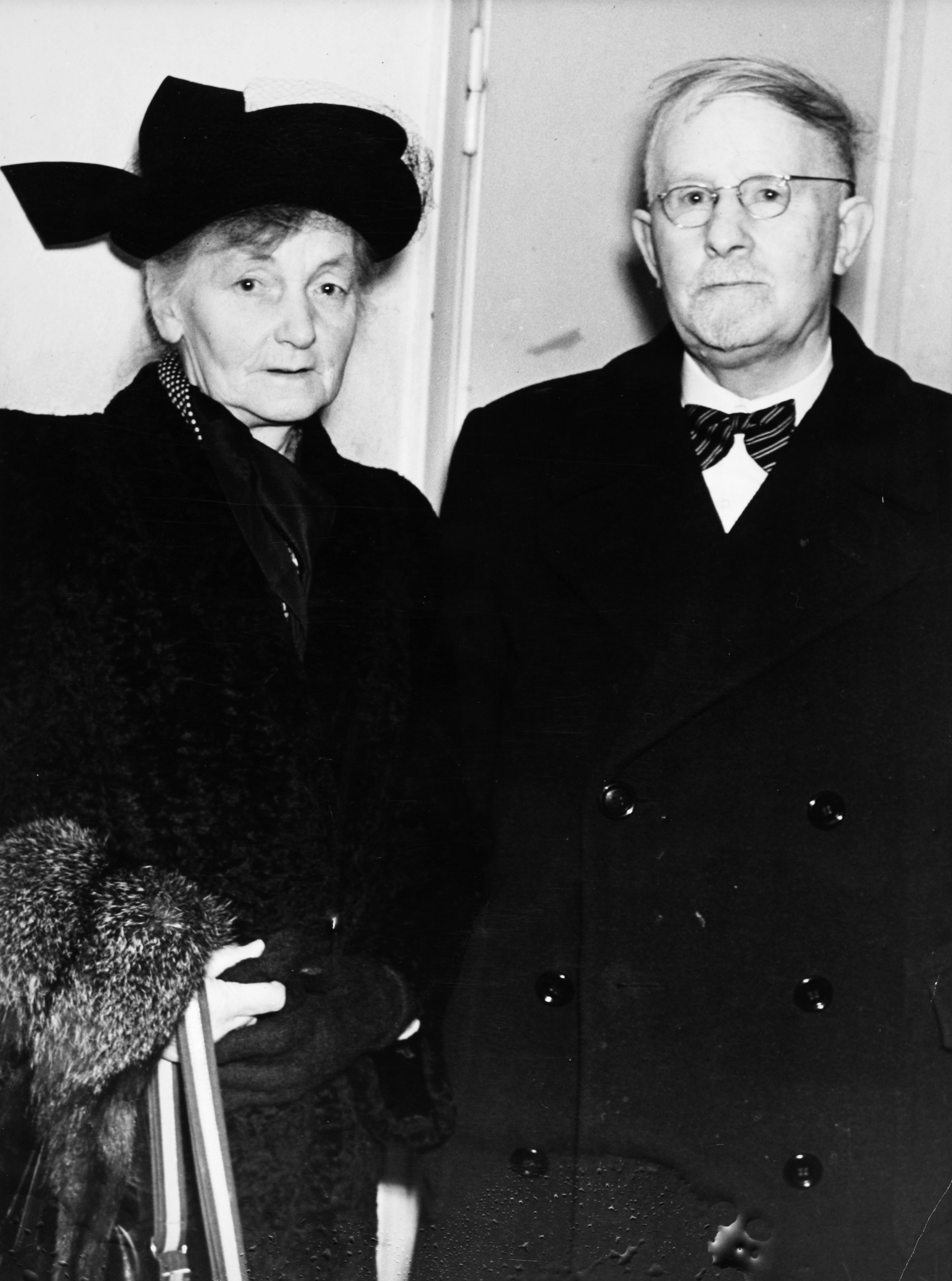
Nobelpreis Walter Rudolf Hess mit seiner Ehefrau am Bromma Flughafen, 6. Dezember 1949

In seinen Experimenten gelang es ihm, bei Katzen mit Elektroden im Gehirn Emotionen auszulösen, wie etwa Wut. Ähnliche Experimente verfolgte später Erich von Holst bei Hühnern und José Manuel Rodriguez Delgado (Yale University) bei Affen und Menschen.
1949 erhielten er und António Caetano de Abreu Freire Egas Moniz gemeinsam den Nobelpreis für Physiologie oder Medizin: Hess für die «Entdeckung der funktionalen Organisation des Zwischenhirns für die Koordination der Tätigkeit von inneren Organen», und Moniz «für die Entdeckung des therapeutischen Wertes der präfrontalen Leukotomie bei gewissen Psychosen».

## Schriften
- Beiträge zur Physiologie des Hirnstammes. I. Teil. Die Methodik der lokalisierten Reizung und Ausschaltung subkorticaler Hirnabschnitte. Leipzig: G. Thieme 1932.
- Das Zwischenhirn und die Regulation von Kreislauf und Atmung. Leipzig: G. Thieme, 1932.
- Beiträge zur Physiologie des Hirnstammes. II. Teil. Das Zwischenhirn und die Regulation von Kreislauf und Atmung. Leipzig: G. Thieme 1938.
- Die funktionelle Organisation des vegetativen Nervensystems. Basel: B. Schwabe, 1948.
- Das Zwischenhirn. Syndrome, Lokalisationen, Funktionen. Basel: B. Schwabe, 1949; 2. erweiterte Auflage 1954; englische Ausgabe: The Diencephalon. New York: Grune & Stratton 1954
- Hypothalamus und Thalamus. Experimental-Dokumente. Stuttgart: G. Thieme, 1956.
- Psychologie in biologischer Sicht. Stuttgart: G. Thieme, 1968.